# Gérard Onesta
Gérard Onesta (ur. 5 sierpnia 1960 w Albi) – francuski polityk i architekt, eurodeputowany kilku kadencji.

## Życiorys
Z wykształcenia architekt, podjął praktykę w tym zawodzie. Zaangażowany w działalność Zielonych, w 1987 wszedł w skład rady krajowej tego ugrupowania.
W latach 1991–1994 i 1999–2009 z listy Zielonych sprawował mandat deputowanego do Parlamentu Europejskiego. Zasiadał we frakcji Zielonych i Wolnego Sojuszu Europejskiego. Od 1999 pełnił funkcję wiceprzewodniczącego Europarlamentu V i VI kadencji.
W 2009 nie ubiegał się o reelekcję. Rok później został radnym regionu Midi-Pyrénées jako lider listy wyborczej koalicji Europa-Ekologia. W 2015 został wybrany na radnego nowego regionu Langwedocja-Roussillon-Midi-Pireneje.